# A Bola TV
A Bola TV é um canal português de televisão por subscrição dedicado ao desporto, e é do mesmo grupo do jornal desportivo A Bola.

## História
A 22 de Setembro de 2020, A Bola TV anunciou que renovou os direitos de transmissão das ligas de basquetebol português (masculino e feminino) e que adquiriu os direitos de transmissão do campeonato de Andebol 1 e do Campeonato Português de Hóquei em Patins.
No dia 19 de Abril de 2021, o canal A Bola TV chegou à operadora de telecomunicações Nowo sendo a 3.ª operadora portuguesa a tê-lo em sua grelha. O canal está disponível no pacote de 140 canais HFC.
A 6 de Junho de 2023, foi anunciada a venda do jornal A Bola, do canal A Bola TV, e da revista AutoFoco ao grupo suíço Ringier Sports Media Group, os valores da transação não foram divulgados.

## Direitos de transmissão

### Basquetebol
- Liga Feminina de Basquetebol
- Liga Portuguesa de Basquetebol

### Desportos motorizados
- Campeonato Nacional de Todo–o–Terreno

### Futebol
- Girabola
- Liga 3[4]

### Póquer
- World Poker Tour

### Andebol
- Andebol 1

### Hóquei em Patins
- Campeonato Português de Hóquei em Patins

### Voleibol
- Campeonato Nacional de Voleibol Feminino